# Гребнер, Фриц
Ро́берт Фри́ц Гре́бнер (нем. Robert Fritz Graebner; 4 марта 1877, Берлин, Германская империя — 13 июля 1934, Берлин, нацистская Германия) — немецкий географ и этнолог. Получил наибольшую известность благодаря существенному вкладу в разработку теории культурных кругов (нем. Kulturkreiselehre), ставшей основой культурно-исторического направления в этнологии и получившей поддержку Франца Боаса, Кларка Висслера и Пауля Кирхгоффа.

## Биография
Родился 4 марта 1877 года в Берлине.
В 1896 году стал основателем Филолого-исторического общества (нем. Philologisch Historischen Vereins), а также мензурной студенческой корпорации «Марбургское братство рипуарских франков».
В 1899—1906 годах изучал историю в Марбургском университете. Работал Берлинском этнологическом музее, специализируясь на народах Океании. В 1906 году он переехал в Кёльн для работы в Музее Ратунштраух—Йоста.
В 1914 году находился на конференции в Австралии, когда началась Первая мировая война. Будучи обвинённым в якобы хищении неких важных документов он был направлен в лагерь для интернированных в Сиднее.
В 1921 году вернулся в Германию, где стал профессором Боннского университета.
В 1925—1928 годах — директор Музея Ратунштрауха—Йоста.
В 1926 году стал почётным профессором Кёльнского университета. В том же году из-за резкого ухудшения здоровья был вынужден оставить профессорскую работу.
С его лекцией о культурных кругах и культурных слоях в Океании перед Берлинским обществом антропологии, этнологии и предыстории в 1904 году и его публикацией 1911 года «Метод этнологии» Гребнер считается основателем культурно-исторического метода в этнологии. На этой основе и на основе концепции диффузионизма он и Бернхард Анкерманн далее развили теорию культурных кругов, введённую Лео Фробениусом. Гребнер рассматривал этнологию как «ветвь исторической науки» и был убеждён, что она должна применять свои методы, даже при отсутствии письменных источников. Он решительно отвергал идею линейной эволюции человеческих культур. 

## Научные труды
- Methode der Ethnologie. Winter, Heidelberg 1911.
- Kulturkreise und Kulturgeschichten in Ozeanien. // Zeitschrift für Ethnologie[нем.]. Band 37, 1905, S. 28–53.
- Das Weltbild der Primitiven. Ernst Reinhardt, München 1924.